# 寺島真樹子
寺島 真樹子（てらしま まきこ、1971年-）は、関西出身のインターナショナルマネージャー・プロデューサー。カリフォルニア大学サンタバーバラ校卒業。Production I.G.,LLCを立ち上げる。動物好きということもあって、趣味で乗馬をしている。

## 来歴・人物
父親の仕事の関係で、5歳から7歳までをイラン、10歳から15歳までをアメリカ、テキサス州のヒューストンで過ごす。16歳からロサンゼルスに大学卒業まで滞在。国籍が日本のため卒業後は日本で商社に勤務。ある日、タレントをしている友人（アメリカ人）と偶然再会したきっかけで、稲川素子事務所の外人タレントの通訳をフリーですることになる。そんな中、CGプロダクション「ビルドアップ」が、アメリカで法人を興すのに人材を募集している記事を見つけ、ビルドアップに入社。そして、米国法人立ち上げのためロサンゼルスに。
その後、会社は短期間で撤退しものの、1997年に業界の先輩の紹介でアニメ会社「プロダクションIG」が米国法人を興すための人材募集に応募する。その際、社長からの電話面接の「アニメ好き？」に対し、「どちらかと言えば好きじゃない」と不採用覚悟で正直に答えた。だが、「アニメ好きだと偏った考えでビジネスを動かしかねない。逆にアニメをまったく知らなく、特に好きでもないことで、より純粋にビジネスに専念できる。」という理由で採用された。まったくアニメを知らない手探りの状態で、最初1・2年はアメリカで海外からのメールや電話、ファックス等に対応していた。当時、アメリカでは攻殻機動隊やパトレイバー、エヴァンゲリオンを知っているが、プロダクションIGが制作していることは知られていなかった。そこで、アニメファン向けのアニメエキスポやコミック・コンベンションなどのコンベンションを軸に7ケ所出展し、「プロダクションIG」という名前と作品を売る活動を集中して展開した。その後、ジャパニメーションが注目され、クライアントから連絡が入るようになった。
それと並行して、新たなビジネスとして、日本ですでに出ているアニメ作品を海外に売り込む業務を始めようと思い立つ。しかし、そういう業務はある程度確立されており、北米マーケットに新規参入する余地はなかった。そこで、未開拓の中南米やその他の地域マーケットをターゲットに、まだ販売されていないプロダクションIGの作品があれば、分けてもらう話を当社と業務提携している日本キングレコードにアプローチし、中南米に出ていない3作品を任された。そして、中南米の市場をリサーチした結果、ロコモーションというケーブルテレビに作品を売ることに成功する。このことがきっかけで徐々に作品を増やしていき、北米マーケットにも参入するようになった。
業務がある程度軌道に乗ったところで、次のステップとして、ガイナックスとの共同制作の『FLCL（フリクリ）』を制作し、日本でもOVAとしてヒットした。さらに、『フリクリ』と『ラブひな』の2つを初めて「プロダクションIGレーベル」として吹き替え・英語字幕版を北米で売り出す。配給は、『フリクリ』はブロッコリーUSA、『ラブひな』はバンダイ・エンターティメント。その成果もあって、『フリクリ』は2002年度のベスト・コメディ・アニメ賞を、『ラブひな』は同年のベスト・ロマン・アニメ賞に選ばれた。
その後、アニメ専門チャンネル、カートゥーンネットワークとの日米共同製作『IGPX』（Immortal Grand PriX）が初めて実現した。

## 作品
英語ができるということもあって海外業務が多い。
- 人狼（海外・配給渉外）
- BLOOD THE LAST VAMPIRE（Overseas Coordinator）※MAKI TERASHIMA名義
- サクラ大戦 活動写真（台詞翻訳）
- イノセンス（アシスタントプロデューサー）
- IGPX（アシスタントプロデューサー）
- Peut-être Toi（エグゼクティブプロデューサー）※Maki Terashima-Furuta名義
- スカイ・クロラ The Sky Crawlers（アシスタントプロデューサー）
- 東のエデン 第1話「王子様を拾ったよ」（台詞翻訳）
- Je t'aime（海外音響担当）
- BLOOD-C（海外担当）
- 宇宙戦艦ヤマト2199（海外担当）
- キックハート（コ・プロデューサー）※Maki Terashima Furuta名義
- B：The Beginning（エグゼクティブプロデューサー）※Maki Terashima-Furuta名義
- PACALIEN（プロデューサー）
- フリクリ プログレ（プロデューサー）
- フリクリ オルタナ（プロデューサー）